# Adriana Lotto
Adriana Lotto (Belluno, 21 aprile 1955) è una storica e docente italiana esperta in storia contemporanea.

## Biografia
Cresciuta a Belluno, ha compiuto gli studi classici dal 1974 al 1978, laureandosi poi in Storia delle dottrine politiche alla facoltà di Lettere e Filosofia dell'Università Ca' Foscari di Venezia.

Ha insegnato lettere presso il Liceo scientifico Galilei di Belluno e dal 1997 al 2003 storia contemporanea nella facoltà di lingue straniere della Libera università di lingue e comunicazione IULM di Milano, presso il distaccamento di Feltre.

È stata nominata esperta della materia al dipartimento di Storia dell’Università Ca' Foscari Venezia, come correlatrice di numerose tesi di laurea. Ha inoltre diretto e scritto, sempre nell'ambito della Ca' Foscari, per dieci anni la rivista telematica di studi sulla memoria femminile DEP, Deportate, esuli, profughe, assieme alla professoressa Bruna Bianchi.

Autrice di saggi, libri e articoli di storia contemporanea, con particolare attenzione sulla guerra, deportazione e resistenza.

Collabora da anni con l'ISBREC, Istituto Storico Bellunese della Resistenza e dell'Età Contemporanea, con l'ANRP, Associazione Nazionale Reduci dalla Prigionia, ed è presidente dell'associazione culturale Tina Merlin. Impegnata inoltre nel progetto di ricerca sui lavoratori coatti del Terzo Reich dal 1938 al 1945.

## Pubblicazioni e curatele
- Tommaso Campanella, Gino Ditadi e Adriana Lotto, Apologia di Galileo: tutte le lettere a Galileo Galilei e altri documenti, Este, Isonomia, 1992, OCLC 29585637, SBN CFI0249559.
- Isabella Bigontina Sperti, Una donna in guerra: diario di Isabella Bigontina Sperti 1917-1918, a cura di Adriana Lotto, Vicenza, Verona, Associazione veneta per la storia locale, 1996, OCLC 797389035, SBN VIA0061345.
- Adriana Lotto, Giannantonio Paladini e Angelo Ventura, Lo stato del federalismo: atti del colloquio di storia, Jesolo 1994, Jesolo, Centro di ricerca Silvio Trentin, 1998, OCLC 929730675, SBN IEI0129041.
- Bruna Bianchi, Lavoro ed emigrazione minorile dall'Unità alla Grande guerra, a cura di Adriana Lotto, Venezia, Ateneo veneto, 2000, LCCN 2003422654, OCLC 797318312, SBN VIA0082542.
- Adriana Lotto (a cura di), Una famiglia di antifascisti: i Banchieri, Belluno, Isbrec, 2006, OCLC 799352705, SBN IEI0248642.
- Adriana Lotto, Quella del Vajont: Tina Merlin, una donna contro, Sommacampagna, Cierre, 2011, OCLC 875275969, SBN VIA0226959.
- Giorgio Granzotto e Adriana Lotto, Racconto di vita: memorie di giovinezza e d'impegno politico, a cura di Agostino Amantia, Belluno, Isbrec, 2013, OCLC 1406994721, SBN VIA0251797.
- Adriana Lotto, Belluno dall'annessione alla fine dell'Ottocento: note storiche e di colore, Belluno, Campedel, 2016, OCLC 1047911706, SBN VIA0327200.
- Adriana Lotto, Una provincia di montagna di fronte al fascismo: il caso bellunese, Belluno, Istituto Storico Bellunese della Resistenza e dell'Età contemporanea, 2017, OCLC 1047901176, SBN VIA0339749.
- Adriana Lotto, La montagna bellunese durante l'occupazione austroungarica del 1917-1918 : le relazioni ufficiali di sindaci e parroci, a cura di Silvia Comin, Belluno, Istituto bellunese di ricerche sociali e culturali, 2017, OCLC 1107659036, SBN VIA0340816.
- Adriana Lotto, Tra beneficenza e credito: il Monte di Pietà di Belluno nei secoli XIX e XX, Sommacampagna, Cierre, 2021, LCCN 2021417078, OCLC 1291266482.
- Adriana Lotto, Maurizio Fistarol: frontiera: un sindaco e l'alba della Seconda Repubblica, Sommacampagna, Cierre, 2022, OCLC 1347745579, SBN VIA0486828.
- Adriana Lotto, Mirco Melanco, Romina Zanon, Mario Bernardo "Radiosa Aurora" Una vita dedicata al cinema e alla fotografia, Padova, Il Poligrafo, 2023.
- Adriana Lotto, Die Anwerbung von Arbeitskräften vor und nach dem 8. September 1943 in einer Auswanderungsregion: der Fall Triveneto (Venedig, Belluno, Udine), in Freia Anders, Brunello Mantelli Hrsg, Von „Arbeitskameraden“ zu „Badoglioschweinen“. Italienische Arbeitskräfte in der NS-Kriegswirtschaft 1938-1945, Wiesbaden, Springer VS, 2025.
- Adriana Lotto, La casa di Sveti Vid, Sommacampagna, Cierre,  2025.

## Mostre sulla Shoah
Adriana Lotto è stata curatrice per il Veneto della mostra internazionale Tante bracce per il Reich che raccoglieva 1.200.000 storie per immagini di deportati italiani. La mostra è stata tradotta anche in inglese e in tedesco, «[...]le storie di un milione e duecentomila cittadini italiani, uomini e donne, che furono utilizzati come manodopera nell’economia di guerra della Germania nazista. Un milione e duecentomila persone, un milione e duecentomila storie. Ognuno di loro aveva famiglia, genitori, figli, fratelli, sorelle. Oltre 5 milioni quindi furono direttamente coinvolti. Quando? Nell’arco di 7 anni dal 1938 al 1945».